# ملاکو
ملاکو (به عربی: ملاكو) یک شهرداری در الجزایر است که در استان تیارت واقع شده‌است.